# Petra Kvitová
Petra Kvitová, född 8 mars 1990 i Bílovec, dåvarande Tjeckoslovakien, är en tjeckisk professionell tennisspelare. Efter sin singelseger i Wimbledonmästerskapen 2011 placerade hon sig som sjua på världsrankingen. 2016 blev hon bronsmedaljör i den olympiska tennisturneringen i Rio de Janeiro.

## Tenniskarriären

### 2008–2010
Petra Kvitová deltog 2008 i sin första turnering på WTA-touren (Open Gaz de France). Hon besegrade då i första omgången Anabel Medina Garrigues, men förlorade i nästa omgång mot   Elena Dementieva. Samma säsong turneringsbesegrade hon  tidigare världsettan Venus Williams (2–6 6–4 6–3).. I sin första Grand Slam-tennis-turnering (Franska öppna 2008) besegrade Kvitová spelare som Akiko Morigami, Samantha Stosur och Ágnes Szávay. Under spelsäsongen 2008 rankades hon för första gången bland de 50 främsta.
Kvitová vann 2009 sin förts singeltitel på touren Moorilla Hobart International och besegrade då spelare som Alona Bondarenko, Anastasia Pavlyuchenkova, Virginie Razzano och i finalen Iveta Benešová.
Kvitová deltog inte i Franska öppna på grund av en fotskada och förlorade i första omgången i Wimbledonmästerskapen senare på sommaren. I US Open i tennis besegrade hon världsetten Dinara Safina men förlorade i fjärde omgången mot Yanina Wickmayer. I Generali Ladies Linz förlorade hon finalen mot Yanina Wickmayer.
Spelsäsongen 2010 deltog Kvitová i Australiska öppna där hon förlorade andra omgången mot slutsegraren Serena Williams (6–2 6–1). I Cellular South Cup nådde hon semifinalen som hon förlorade mot Marija Sjarapova (6–4 6–3). I Wimbledonmästerskapen besegrade Kvitová Victoria Azarenka och tredjeseedade Caroline Wozniacki. I kvartsfinalen besegrade hon Kaia Kanepi, men förlorade den följande semifinalen mot Serena Williams. Hon rankades därefter bland de 30 bästa spelarna.

### 2011
Kvitová inledde säsongen 2011 med singelseger i Brisbane International där hon finalbesegrade Andrea Petkovic (6–1, 6–3) Hon rankades därefter som nummer 28. I Australiska öppna besegrade Kvitová bland andra Anna Tjakvetadze och femteseedade Samantha Stosur. I fjärde omgången besegrade hon Flavia Pennetta men förlorade sedan nästa omgång mot Vera Zvonareva. Under grussäsongen turneringsbesegrade Kvitová spelare som Kim Clijsters, Vera Zvonareva och Li Na. Hon rankades i maj 2011 som nummer 9.
Kvitová vann sin första GS-titel i Wimbledonmästerskapen 2011. Hon besegrade på vägen till finalen spelare som Yanina Wickmayer, Tsvetana Pironkova och Victoria Azarenka. 
I finalen mötte hon Marija Sjarapova som hon besegrade med setsiffrorna 6–3, 6–4.

## Spelaren och personen
Petra Kvitová introducerades i tennisspelet av sin far Jiří Kvita. Hennes förebild bland tennisspelare är Martina Navratilova. Kvitová råddes som 16-åring av sin tränare att satsa på tennis som professionell spelare.
Kvitovás spelstil kännetecknas av en mycket snabb effektiv serve. I Wimbledonturneringen 2011 slog hon 36 serveess, vilket är det tredje bästa resultatet bland damer hittills. Hon har också tunga grundslag som hon ofta placerar nära motståndarens baslinje. 

## Grand Slam-finaler

### Singel: 1 (1–0)
| Resultat | År   | Mästerskap            | Underlag | Finalmotståndare | Setsiffror |
| -------- | ---- | --------------------- | -------- | ---------------- | ---------- |
| Seger    | 2011 | Wimbledonmästerskapen | Gräs     | Maria Sjarapova  | 6–3, 6–4   |